# Karl Wilhelm Bodin

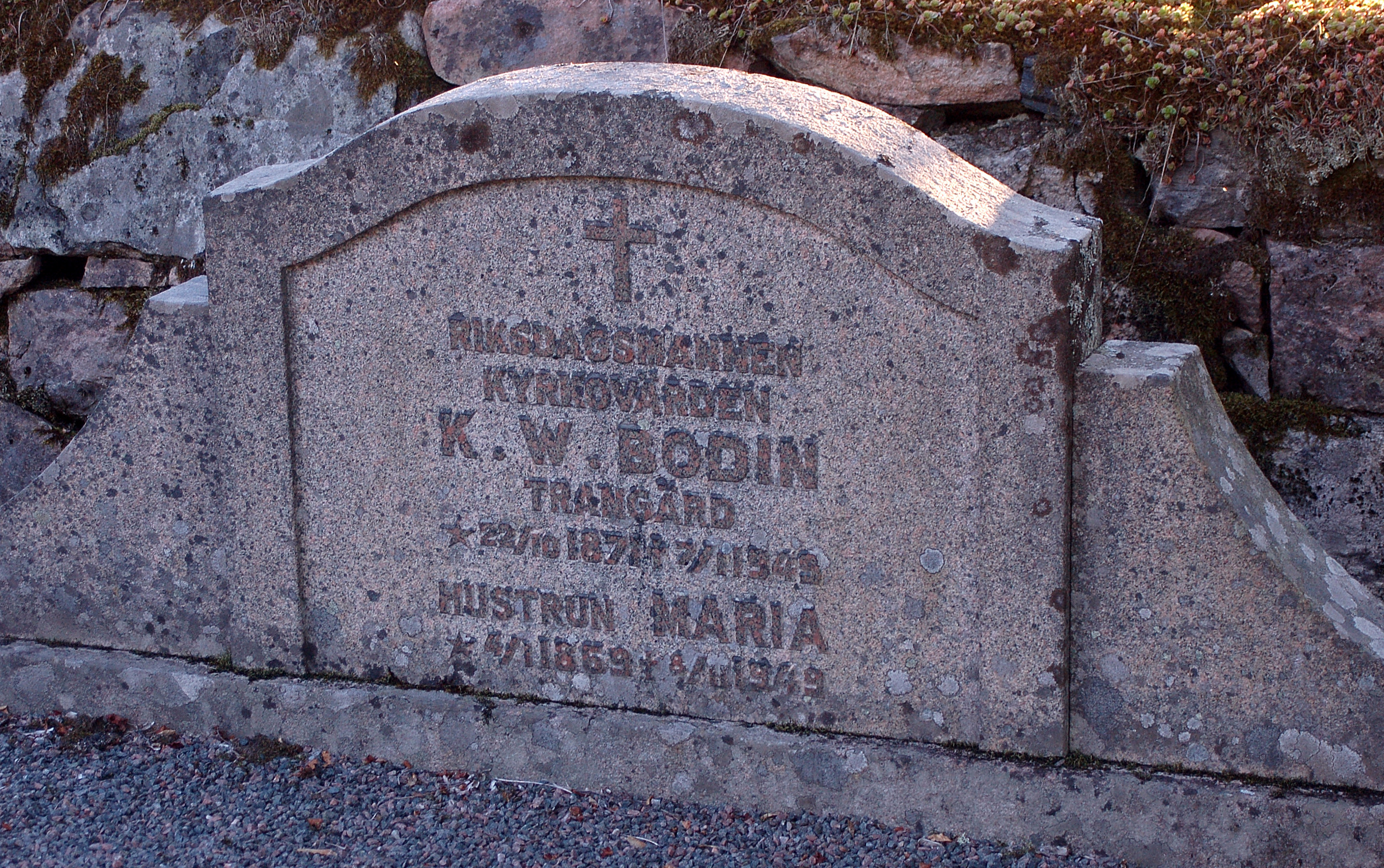
Karl Wilhelm Bodins gravvård på Grava kyrkogård.

Karl Wilhelm Bodin, född 22 oktober 1871 i Grava församling, Värmlands län, död där 7 januari 1949, var en svensk lantbrukare och högerpolitiker.
Bodin var ledamot av riksdagens första kammare från 1933, invald i Värmlands läns valkrets.